# Marcopolo S.A.
Marcopolo S.A. er en brasiliansk bus- og togproducent, der blev etableret 6. august 1949 i Caxias do Sul, Rio Grande do Sul. De har produktion i Brasilien, Chile, Kina, Frankrig, Italien, Portugal og Sydafrika. 